# Invectiva

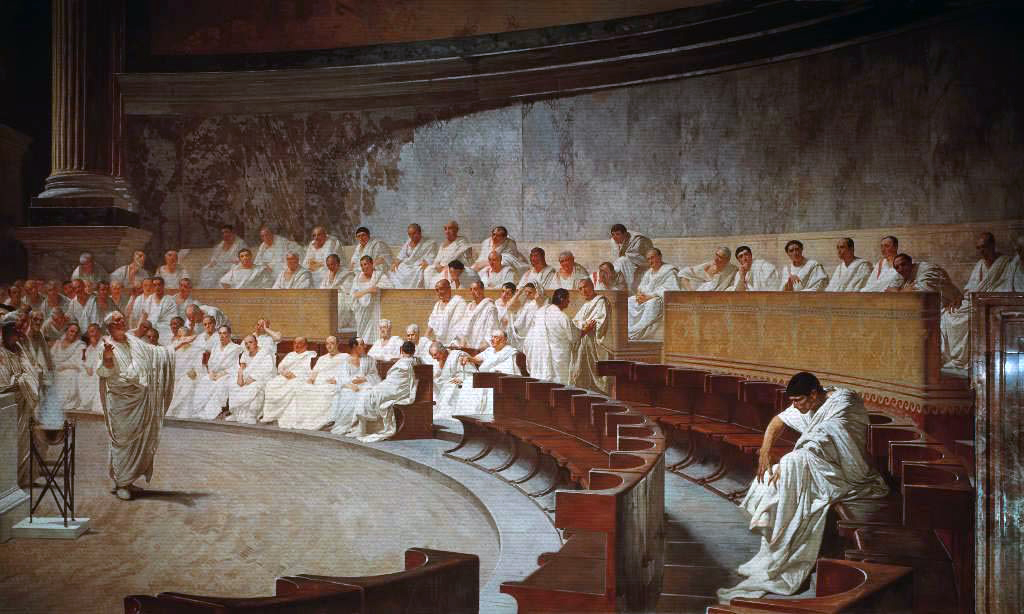
Cicerón denuncia a Catilina, por Cesare Maccari

La invectiva (del latín medieval invectīva, «discurso abusivo», a su vez del latín tardío, invectivus), es un «un ataque con palabras», esto es, lenguaje abusivo, de reproche o vituperador que se usa para expresar culpa o censura. La Real Academia lo define como «discurso o escrito acre y violento contra alguien o algo», una forma de expresión o discurso rudo o grosero con la intención de ofender o lastimar. El adjetivo latino invectivus significa 'abusivo' o en tono de regaño.

## El género de la invectiva
El «género de la invectiva» o «vituperatio» (vituperación) en latín es una forma literaria clásica empleada en versos polemicistas griegos y romanos, así como en la prosa. Su contexto primario es como retórica.
El género de la vituperatio pertenece al genus demostrativum (género demostrativo), que está compuesto de los elementos del elogio y la culpa o censura.
Durante la República romana, invectivas personales y difamación eran ampliamente utilizadas como parte de discursos y alocuciones forenses. Cicerón hizo uso frecuente de la forma de la invectiva contra enemigos políticos como Clodio, Catilina (en sus Catilinarias) o Marco Antonio (en sus Filípica). Cargos comunes incluían los de avaricia, codicia, cobardía, afeminamiento, embriaguez, ser mal escritor u orador, lujo, hábitos sexuales desaprobados o conducta tiránica.
Entre los años 44 a. C. y 30 a. C., las invectivas se volvieron una herramienta en la guerra de propaganda entre Octavio y Marco Antonio. Entre otras difamaciones, se acusó a Marco Antonio de haberse casado con la reina extranjera Cleopatra, de ser su súbdito sumiso y de haber perdido su identidad romana. Más aún, se dijo que Cleopatra planeaba invadir Italia. Tal propaganda previa a la batalla de Accio en el año 31 a. C. le permitió a Octavio presentar su campaña como una campaña militar legítima en defensa de la República romana.
El término literario preferido para referirse a las invectivas posteriores durante el Renacimiento es el de «libelo».